# Мости (Рівненський район)
Мости́ — село в Україні, у Рівненському районі Рівненської області. Населення становить 176 осіб.

## Географія
Селом протікає річка Збитинка. Значна частина села розташована на острові.

## Історія
У 1906 році село Будеразької волості Дубенського повіту Волинської губернії. Відстань від повітового міста 34 верст, від волості 4. Дворів 15, мешканців 132.

З 21 по 25 квітня 1944 року неподалік від села проходив Бій під Гурбами між загонами УПА та військами НКВС[джерело?].

## Населення
Згідно з переписом УРСР 1989 року чисельність наявного населення села становила 220 осіб, з яких 97 чоловіків та 123 жінки.
За переписом населення України 2001 року в селі мешкало 175 осіб. 100 % населення вказало своєю рідною мовою українську мову.

## Природа
На південний захід від села розташована гідрологічна пам'ятка природи — «Джерело Ринва» та заповідне урочище «Гурби», на північ — Північно-Мостівський заказник, на південь — Південно-Мостівський заказник, а також «Заплава річки Збитенка», Мостівський лісовий заказник і заповідне урочище «Мостівське».